# Ара Спікса
Ара Спікса або малий синій ара (лат. Cyanopsitta spixii) — птах родини папугові. Єдиний вид роду Cyanopsitta.

## Зовнішній вигляд
Довжина тіла 55—57 см; вага 400 г. Забарвлення пір'я — блякло-блакитне. Голова світло-сіра. Груди та живіт — кольору морської хвилі. Лицьова зона позбавлена оперення (від наддзьобка до очей), темно-сірого кольору. Лоб і вушка — світліші основного кольору голови. Крила більш блакитні, ніж все тіло. Дзьоб чорний. Райдужна оболонка жовтувата. Лапи сірі. У молодих особин райдужка темна, наддзьоб'я кістяного кольору, чорне з боків, хвіст коротший.

## Ареал
Мешкав у Бразилії (між річками Парнаіва і Сан-Франсіску).

## Спосіб життя
Населяв рівнини з колючими чагарниками і самотніми високими деревами або посадками, пальмові гаї, лісопосадки вздовж берегів річок.

## Розмноження
Гнізда влаштовує в дуплах старих дерев, вибираючи найбільші дупла. Самиця відкладає яйця з інтервалом у два дні. У кладці 2—3 яйця. Насиджування триває 24—26 днів, насиджує яйця тільки самка. Самець годує самку й охороняє гніздо, ночує він поза гніздом. Пташенят годують обоє батьків. Оперяються пташенята близько 4 місяців, але ще три наступні місяці їх годують батьки.

## Загрози та охорона
Ара Спікса більше не зустрічається в дикій природі, останній самець, жив в дикій природі, зник у 2000 році. До цього в середині 1990-х років здійснювалися спроби впровадження особини самки з приватної колекції, але ця птиця загинула. Причинами зникнення є відлов, африканські бджоли, які зайняли всі придатні в цій зоні для гніздування дупла, а також вирубка улюблених дерев Tabebuia caraiba. Для цих птахів було характерне використання роками одного і того ж маршруту польоту, що полегшувало роботу браконьєрів. Є надія, що в дикій природі залишилася непомічена людьми невелика популяція цих птахів, в іншому випадку єдиною надією цього виду залишаються птиці, що живуть в приватних колекціях. На щастя, блакитні ара досить добре розмножуються в неволі. За продекларованим даними в приватних колекціях до кінця XX століття проживало близько 70 особин. Однак є небезпека нерозмноження більшої частини цих птахів, оскільки особини можуть бути дуже близькими родичами. Зараз діє програма з впровадження пташенят, що вилупилися, в дику природу і їх захисту від браконьєрів. Крім того, щоб купити цю птицю, власник повинен гарантовано мати добре облаштовані вольєри та співпрацювати з програмою захисту ара Спікса (CPRAA).
З цих 70 птахів тільки 9 залучені в програми робочої групи, на щастя, ці птахи являють собою 90 % генетичного різноманіття, представленого у всій популяції птахів. Крім того, існує надія, що інші власники птахів приєднаються до робочої групи, що збільшить розмір популяції, залученої до програми відновлення виду.
- У 2004 в парку Лоро вдалося отримати пташеня від пари таких птахів і благополучно його виростити.
- За даними 2007 року в приватних колекціях налічується 90 птахів.
- За даними 2010 року в приватних колекціях налічується 105 птахів.
- За даними 2014 орнітологам вдається рятувати вид, але повільно. Приблизно 400—500 птахів.
- За даними 2022 року, вісім птахів були випущені на волю, і можливо, скоро дадуть перше дике потомство.

## У культурі
Малі сині ара — самець, на ім'я Блу і самиця, на ім'я Перлинка — є головними героями мультфільмів «Ріо» і «Ріо 2», випущених кіностудією Blue Sky Studios.